# 宮本信生
宮本 信生（みやもと のぶお、1937年5月3日 - ）は、日本の外交官・外交評論家。

## 略歴
京都府京都市生まれ、愛媛県出身。1962年慶應義塾大学法学部卒、1990年「中ソ対立生成・発展の基本要因についての研究: 米中ソの「核」と中ソの大国民族主義・意識の結合」で法学博士。1962外務省入省、駐キューバ特命全権大使、駐チェコ特命全権大使を歴任後、外交評論家として執筆、講演活動に入る。2000年、フルート奏者・歌手・女優の神崎愛と結婚。

## 著書
- 『中ソ対立の史的構造 米中ソの「核」と中ソの大国民族主義・意識の視点から』日本国際問題研究所 1989
- 『社会主義圏盛衰原因論』日本国際問題研究所 1994
- 『カストロ 民族主義と社会主義の狭間で』1996 中公新書
- 『今こそ、「徳」と「盾」の外交を テロリズム拡散の中で』世界平和研究所 2001
- 『テロと米国の暴走徳と盾』グラフ社 2003
- 『大統領の品格』グラフ社 2006
- 『邪馬台国女王卑弥呼の生涯』文芸社 2011
- 『カストロ兄弟 東西冷戦を生き抜いた強烈な民族主義者』美術の杜出版 2016

### 共著
- 『邪馬台国女王卑弥呼の生涯 歴史小説』神崎愛共著 美術の杜出版 2016

## 論文
- <宮本信生